# SN 1962A
SN 1962A – supernowa typu Ia* odkryta 20 stycznia 1962 roku w galaktyce MCG +05-31-132. Jej maksymalna jasność wynosiła 15,20m.